# Noureddine Chenoud
Noureddine Chenoud (en tamazight: Nureḍin Cenud; en tifinagh: ⵏⵓⵔⴻⴹⵉⵏ ⵛⴻⵏⵓⴷ); (nom de scène de Noureddine Hassani) est un auteur-compositeur-interprète algérien de musique kabyle, né en 1954 à Alger (Algérie).